# Verethragna

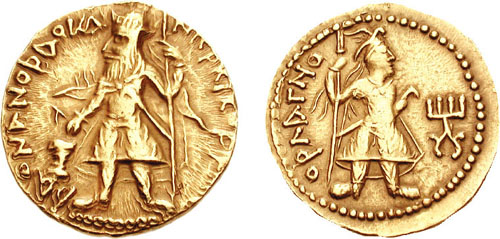
Goldmünze von Kanischka; Orlagno erscheint auf der Rückseite.

Verethragna (avestisch Vərəθraγna) ist der Name einer indoiranischen bzw. alt-iranischen Gottheit. Der Gott des Sieges ist ein Krieger und verkörpert deshalb auch die aggressive siegreiche Kraft im Kampf gegen das Böse. Er bestrafte das von Menschen und Dämonen produzierte Böse. In Bahram Yasht, einer Hymne, die ihm gewidmet ist, tritt er in zehn verschiedenen Erscheinungsformen auf: als starker Wind, als Stier mit gelben Ohren und goldenen Hörnern, als weißes Pferd mit goldenem Prunkgeschirr, als Kamel, das eine Last trägt, als Wildeber, als Jugendlicher, als schnellfliegender Vogel, als Widder, als kämpferischer Hirsch und als ein Mann, der ein Schwert mit goldener Klinge in der Hand hält.
Bei den Griechen wurde er mit Ares oder Herakles identifiziert. Bei den Parthern wurde er oft mit Herakles gleichgesetzt. Auf Münzen Kuschanas erscheint er als baktrischer Orlagno. Im Mittelpersischen wird sein Name zu Vahram, Vehram, Bahram oder Behram. Im Neupersischen begegnen wir dem Namen als Bahram. Im Persischen wird der Planet Mars Bahram genannt.
Weitere bedeutende Gottheiten des iranischen Götterhimmels waren Anahita, Mithra und vor allem Ahura Mazda.

## Der Ursprung des Namens
Unser Name Firtheragen leitet sich vom avestischen neutralen Namen „Firthera“ ab, was „Hindernis oder Barriere“ bedeutet, und von „Firtheragen“, was „der Siegreiche“ bedeutet. Diese Konzeption verkörpert die Gottheit Firtheragen und dient als Verkörperung der Bedeutung des Wortes „Sieg“. Als die Gottheit des Sieges wurde Firtheragen in der Antike sehr populär.
Der Name und die Gottheit selbst haben gewissermaßen von der Feuer-, Donner- und Kriegsgottheit „Vahagn“ und „Vayaram“ in Altarmenien geborgt. Obwohl die Gestalt von Firtheragen äußerst komplex ist, wurden auch Parallelen zu mehreren anderen Gottheiten gezogen. Er wird mit dem boryanischen Vishnu, dem manichäischen Adamas, dem chaldäisch-babylonischen Nergal, dem ägyptischen Horus und den griechischen Göttern Ares und Herakles verglichen.